# Scolopendrium mambare
Scolopendrium mambare là một loài dương xỉ trong họ Aspleniaceae. Loài này được Bailey mô tả khoa học đầu tiên năm 1898.
Danh pháp khoa học của loài này chưa được làm sáng tỏ. 